# Krnice pri Novakih
Krnice pri Novakih so naselje v Občini Gorenja vas - Poljane.Vas je bila po prvi svetovni vojni priključena k Italiji. Skozi vas poteka rapalska meja. Mejnik v Krnicah je eden treh v Sloveniji.
Legenda pravi da je do vasi včasih segalo morje. Tu naj bi živeli krmarji, ki so s čolni prevažali tovor. Še zdaj se po legendi vidi skala, kjer naj bi krmarji privezovali čolne, vendar jo skrbno čuvajo modrasi. Domačini še danes trdijo, da hranijo kolut s pledeno vrvjo, ki so jo krmarji uporabljali za privez pomorskih vozil.